# Вот какой рассеянный
«Вот како́й рассе́янный» — стихотворение Самуила Маршака, вышедшее в 1930 году. Самое популярное произведение автора. Было переиздано более одиннадцати раз.
В 1975 году в ТО «Экран» произведение было экранизировано в виде десятиминутного одноимённого мультфильма.

## История создания
Первоначально намёки на будущего «Рассеянного» появились ещё в раннем произведении Маршака «Дураки». Более того, первые наброски произведения были созданы в то же время. Прототипом собирательного образа послужил советский физикохимик И. А. Каблуков, который славился своей непрактичностью и рассеянностью.
Спустя два года Маршак, спасая из бедности в 1920-х годах поэта В. А. Пяста, помог ему получить аванс под будущую детскую книжку. Из-за того, что Пяст не умел писать детские стихи, Маршак сам написал книгу под названием «Лев Петрович» и выпустил её под именем Пяста в 1926 году.
В 1928 году в журнале «Пионер» выходит стихотворение Маршака «Случай на трамвае», впоследствии ставшее частью будущего «Рассеянного».
Первоначально Маршак задумал наделить персонажа фамилией, играя с «обувной тематикой» — персонаж мог получить фамилии — Башмаков или Каблуков.
Критик М. С. Петровский в издании «Книги нашего детства» так определил последующее место произведения в творчестве писателя:
Закончив работу над стихотворением, Маршак не расстался со своим героем. Рассеянный живёт у Маршака не только на Бассейной улице, а буквально на всех перекрёстках его творчества. Не слишком сгущая краски, можно решиться на утверждение: всю свою жизнь Маршак только и делал, что сочинял Рассеянного. К Рассеянному то приближаются, то отдаляются, то посягают на сходство, то делают гримасу непричастности другие чудаки, растяпы, сумасброды, простофили, эксцентрики, дерзкие или наивные нарушители привычных и устойчивых норм.
Что-то от Рассеянного есть даже в маленьком мастере-ломастере, тем более — в дураке, который делал всё всегда не так, и в старушке, искавшей пуделя четырнадцать дней, и в старце, взвалившем на спину осла, и в традиционном фольклорно-цирковом дуэте Фомы и Ерёмы. Даже «Почту» можно прочитать соответствующим образом: чудак «уклоняется» от адресованного ему письма, но педантично-аккуратные почтальоны преследуют его по пятам. Стоит мотивировать «уклонение» героя рассеянностью или забывчивостью — и аналогия станет очевидной.

«Рассеянный» — инвариант значительного пласта творчества Маршака, множества его произведений. Вокруг «Рассеянного» — мерцающий ореол вариаций, приближений, возвращений к образу, который нельзя ни повторить, ни бросить.

## Сюжет
В произведении в юмористической форме рассказывается о поездке рассеянного человека от ленинградской улицы Бассейной в Москву. Сначала он надевает на себя совершенно неподходящие в качестве одежды вещи:

Вместо шапки на ходу

Он надел сковороду

, затем едет на вокзал и, в конце концов, двое суток сидит в отцепленном вагоне, полагая, что едет из Ленинграда в Москву:

Закричал он: «Что за шутки!

Еду я вторые сутки!

А приехал я назад?

А приехал в Ленинград?»

Рефреном произведения является фраза «Вот какой рассеянный с улицы Бассейной».

## Популярность и отзывы
Писатель Л. Пантелеев видел в «рассеянном» черты самого Маршака.
Корней Чуковский спустя четверть века после издания произведения вспоминал:
Популярность этого стихотворения огромна… Оно выдержало десятки изданий и переведено чуть ли не на все языки. Хотя Бассейной улицы уже давно нет в Ленинграде (её переименовали в улицу Некрасова), но выражение «рассеянный с Бассейной», сразу ставшее народной поговоркой, по-прежнему остаётся крылатым: его слышишь и в кино, и в трамвае, и в клубе:

— Эх ты, рассеянный с Бассейной!
Также положительно была оценена работа художника В. М. Конашевича, работающего над иллюстрациями к изданию. Ю. А. Молок отмечал, что иллюстрации Конашевича словно оживляют картину происходящего. Искусствовед Э. З. Ганкина отнесла иллюстрации художника к классике советской детской книги, а само произведение назвала шедевром детской поэзии.
В 1943 году вышел пересказ стихотворения на иврите под названием «המפוזר מכפר אז»ר" (Рассеянный из Кфар Азар: более ранние варианты публиковались в газетах под другими названиями.), авторства Леи Гольдберг. Как и оригинал, пересказ стал популярен и вошел в поговорку. При этом образ заглавного персонажа претерпел значительные изменения.

## Экранизация
Мультфильм «Вот какой рассеянный» был создан в 1975 году в ТО «Экран».
- Режиссёр: Марианна Новогрудская
- Сценарист: Владимир Голованов
- Художник-постановщик: Галина Беда
- Оператор: Эрнст Гаман
- Композитор: Алексей Рыбников

## Факты
- Станции Дибуны (в настоящее время платформа Дибуны) и Ямская (с 1934 года станция Курск) вовсе не выдуманы автором, это реально существующие станции, и обе эти станции не находились на железнодорожной линии Ленинград — Москва. Дибуны располагались на линии Ленинград — Хельсинки (Выборгское направление от Финляндского вокзала), а Ямская и вовсе в городе Курск. То что главный герой назвал эти станции и перепутал их, это не сюжетные ошибки, а гиперболическое подчёркивание рассеянности главного героя.